# Сокулук (река)
Сокулук — река в Чуйской области Кыргызстана, приток реки Чу. Протекает в Чуйской долине в том числе через одноимённый посёлок Сокулук. Впадает в Сокулукское водохранилище и почти полностью используется для орошения сельскохозяйственных земель с помощью водоотводных каналов.
Река берёт своё начало с ледников северных склонов Киргизского хребта. Образуется в результате слияния притоков Чон-Гора и Кичи-Тора.
Длина реки составляет 87 км, площадь бассейна — 353 км².

## Притоки
- Чон-Гор
- Кичи-Тор
- Ашу-Тор
- Туюк

## Туризм

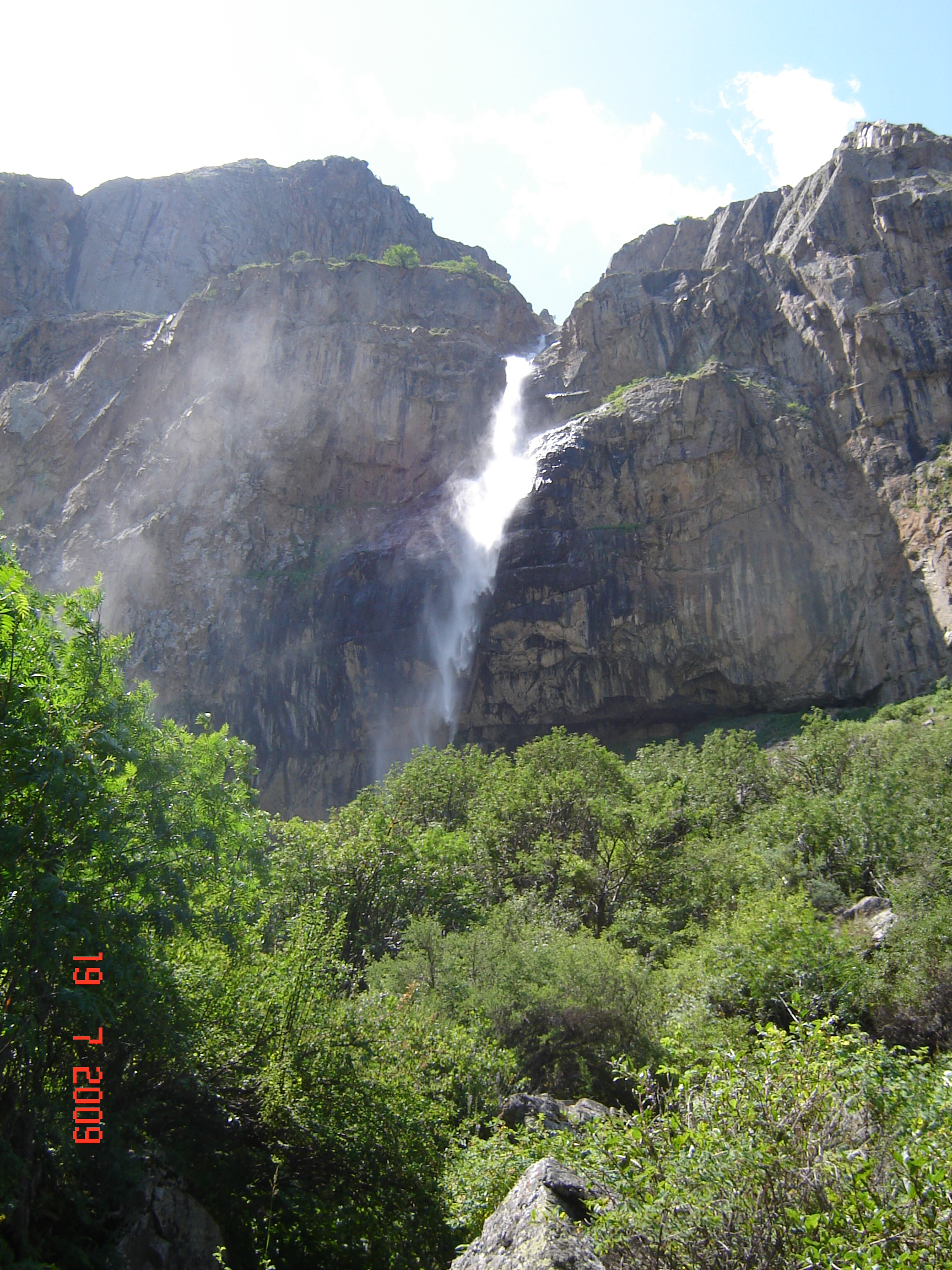
Водопад Белогорка в Сокулукском ущелье

Организуются автобусные экскурсии через село «Белогорка»(Тош-Булак) в ущелье Сокулук к водопаду «Белогорка». Через ущелье горные туристы прокладывают свои маршруты.